# San Quirico d'Orcia
San Quirico d'Orcia je občina s približno 2500 prebivalci v pokrajini Siena v italijanski deželi Toskana. Imenovana je v čast svetemu Kviriku.
San Quirico d'Orcia, ki leži ob Via Francigena, meji na občine Castiglione d'Orcia, Montalcino in Pienza.

## Geografija
Kraj se razteza na več kot 42 km². Kraj se nahaja v območju Val d'Orcia, približno 35 km jugovzhodno od pokrajinske prestolnice Siene in približno 80 km jugovzhodno od deželne prestolnice Firence. Po lokalnem območju tečejo reke Asso, Orcia in Tuoma. Kraj pripada nadškofiji Siena-Colle di Val d'Elsa-Montalcino.
Njegova okrožja so Bagno Vignoni in Vignoni (tudi Castello di Vignoni ali Vignoni Alto).
Sosednje občine so Castiglione d'Orcia, Montalcino in Pienza.

## Zgodovina
Kraj so naselili že Etruščani. Kraj je bil prvič omenjen v 8. stoletju kot San Quirico in Osenna. Kraj je leta 994 omenil tudi Sigerich der Ernste, ko ga je v svojem opisu ceste  Via Francigena zapisal kot Sce Quiric. V 13. stoletju je kraj prišel pod Sieno, mestno obzidje so do 15. stoletja podaljšali in okrepili njihovi guvernerji. Po porazu Sienske republike je kraj leta 1559 prišel pod oblast Medičejcev. Veliki vojvoda Cosimo III. Medičejski je mesto leta 1677 dokončno podelil takratnemu kardinalu Flaviu Chigiju. Po njegovi smrti je temu kraju vladal Buonaventura Zondadari Chigi, kasneje pa Flavio Giuseppe Chigi Zondadari.

## Znamenitosti

### Kolegijska cerkev
Kolegijska cerkev je iz 12. stoletja. Omeniti velja velik stranski portal iz delavnice Giovannija Pisana konec 13. in v začetku 14. stoletja: atlanti, ki stojijo na levih, podpirajo kratek predprostor. Tu je čutiti, da je bil Giovanni umetniško vzgojen v francoskih kronskih deželah v času visoke gotike in da je ta načela očitno učinkovito prenašal na svoje učence. Čutiti je tudi slutnjo gotske draperije. Celotna struktura portala je gotska.
To je razvidno tudi iz značilno gotskega okrasnega pasu, ki se razprostira na celotnem portalskem pasu na obeh straneh fasad francoske stolnice v višini kapitelov vogalnih stebrov.
Zahodni portal iz 12. stoletja, ki je bil vidno močno obnovljen, je veliko starejši. Kot vedno v takih primerih imata dva vozliščna stolpa skrajno desno in levo funkcijo preprečevanja katastrofe. Zlasti zanimiva je preklada, na kateri se soočata dve krilati mitski bitji. Tu so bili narisani elementi različnih živali, in sicer zmaja, kače, krokodila, ribje luske in ptičjih kril. Takšna hibridna bitja v resnici ne spadajo v italijansko umetnost. Zakaj so tu je morda povezano z dejstvom, da je bil kraj v srednjem veku ob cesti Via Francigena in je bil v 12. stoletju sedež vikarja iz Staufovcev.
Bližnji kraj s podobno nordijsko tematiko je opatija Sant’Antimo.
Pomembno umetniško delo v cerkvi je slika Marija na prestolu in otrok s štirimi svetniki avtorja Sano di Pietro, ki je na levi pred oltarjem. Druga pomembna dela so v kapeli Cappella del Suffragio na levi strani. Tu velja omeniti fresko Madonna delle Grazie Girolama di Benvenuta (pripisana) in slika Rutilia Manettija (Madonna del Rosario che salva una ragazza dall’annegamento).

### Drugo
- Oratorio della Misericordia, stavba na hrbtni strani kolegijske cerkve. Vsebuje sliko Marija z otrokom in svetniki avtorja Bartolomea Neronija (imenovan Il Riccio) na oltarju.
- Santa Maria Assunta, imenovana tudi Santa Maria a Hortos, cerkev v središču mesta v bližini Horti Leonini, je iz 11. stoletja.
- Chiesa della Madonna di Vitaleta, cerkev v središču vasi, ki je bila zgrajena med letoma 1867 in 1870 na ostankih starega samostana sv. Frančiška. Vsebuje sliko Visitazione Venture Salimbeni in leseni kip Vergine Annunciata Francesca di Valdambrina.
- Cappella della Madonna di Vitaleta, kapela na cesti proti Pienzi, prvič omenjena leta 1590, danes zasebna last.
- Ospedale della Scala, podružnica in grancia Santa Maria della Scala, narejena okoli leta 1237.[7]
- Palazzo Chigi, tudi Palazzo Chigi Zondadari, palača, ki jo je leta 1679 zgradil Carlo Fontana za Flavio Chigi v bližini Collegiata. Danes je v njej mestna hiša.
- Mestno obzidje s 14. stolpi. Mestnih vrat Porta Camaldoli in Porta Ferrea (proti Radicofaniju) danes ni več.
  - Porta dei Cappuccini, vrata proti Pienzi, edina preostala mestna vrata iz prvega mestnega obzidja iz 13. stoletja. Vhodna vrata, ki so obstajala v tistem času, lahko prepoznajo samo temelji.
  - Porta Nuova (Nova vrata), mestna vrata, zgrajena v 14. stoletju.
- Horti Leonini, javni italijanski vrt v središču mesta, iz 16. stoletja. Ustvaril Diomede Lioni.
- Cappella della Madonna del Riguardo, kapela na stari cesti proti Montalcinu (Strada di Riguardo).
- Cappella della Madonna del Rosario, kapela tik pred mestnim jedrom in Porta dei Cappuccini na cesti proti Pienzi. Zgrajena 15./16. stoletja, okraski v kapeli so bili narejeni v 18. stoletju.[8]
- Santa Maria a Tuoma, ruševine cerkve približno 2 km severozahodno od San Quirico d'Orcia ob reki Tuoma. Prvič je bila dokumentirana leta 1099, razpuščena pa leta 1462.
- Pontaccio, srednjeveški most čez reko Tuoma približno 2,5 km severno od središča mesta.[9]
- Cipressi di San Quirico d'Orcia, skupina sredozemskih cipres na cesti proti Montalcinu.
- Bagno Vignoni in njegovi spomeniki
- Divji šparglji iz Toskane[10]

## Galerija
- Kolegojska cerkev San Quirico
- Cerkev San Biagio
- Cerkev Santa Maria Assunta
- Fasada Oratorio della Misericordia
- Kapela Madonna di Vitaleta
- Cerkev Madonna di Vitaleta
- Cerkev San Giovanni Battista
- Horti Leonini